# Miklós Dudás

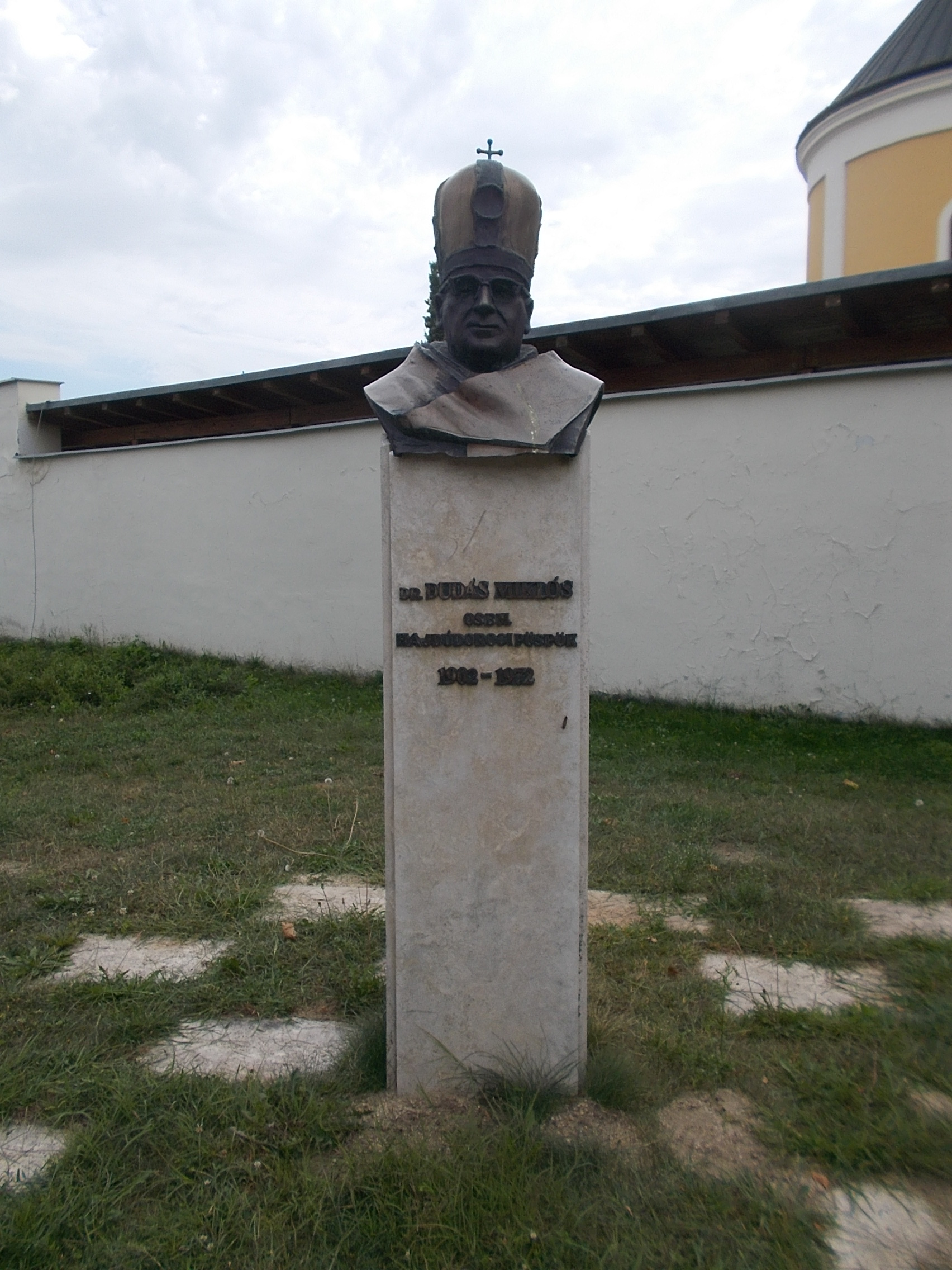
Stele mit Büste von Miklós Dudás

Miklós Dudás, OSBM (* 27. Oktober 1902 in Máriapócs, Österreich-Ungarn; † 15. Juli 1972 in Nyíregyháza, Ungarn) war Bischof des griechisch-katholischen Bistums Hajdúdorog.

## Leben
Miklós Dudás wurde 1902 im ungarischen Máriapócs im Komitat Szabolcs geboren.
Nach seinem erfolgreichen Noviziat und der Profess wurde Miklós Dudás in die Ordensgemeinschaft der Basilianer des hl. Josaphat (OSBM) aufgenommen. Diese Ordensgemeinschaft lebt nach den Ordensregeln des Hl. Basilius des Großen. Das Sakrament der Priesterweihe wurde Miklós Dudás am 8. September 1927 in Máriapócs gespendet. Er war zu dem Zeitpunkt knapp 25 Jahre alt.
Mit 36 Jahren, am 25. März 1939, wurde Miklós Dudás zum Bischof des ungarischen griechisch-katholischen Bistums Hajdúdorog ernannt. Kurz darauf folgte am 14. Mai 1939 die Bischofsweihe. Als Hauptkonsekrator fungierte der griechisch-katholische Apostolische Administrator des Exarchats Miskolc  Antal Papp; Mitkonsekratoren waren die Bischöfe Endre Kriston und Zoltan Lajos Meszlény.
Am 15. Juli 1972 starb Dudás im Alter von 69 Jahren in Nyíregyháza. Insgesamt war Miklós Dudás 44 Jahre lang im pastoralen Dienst tätig gewesen, davon 33 Jahre lang als Bischof des Bistums Hajdúdorog.